# Giuseppe Cino

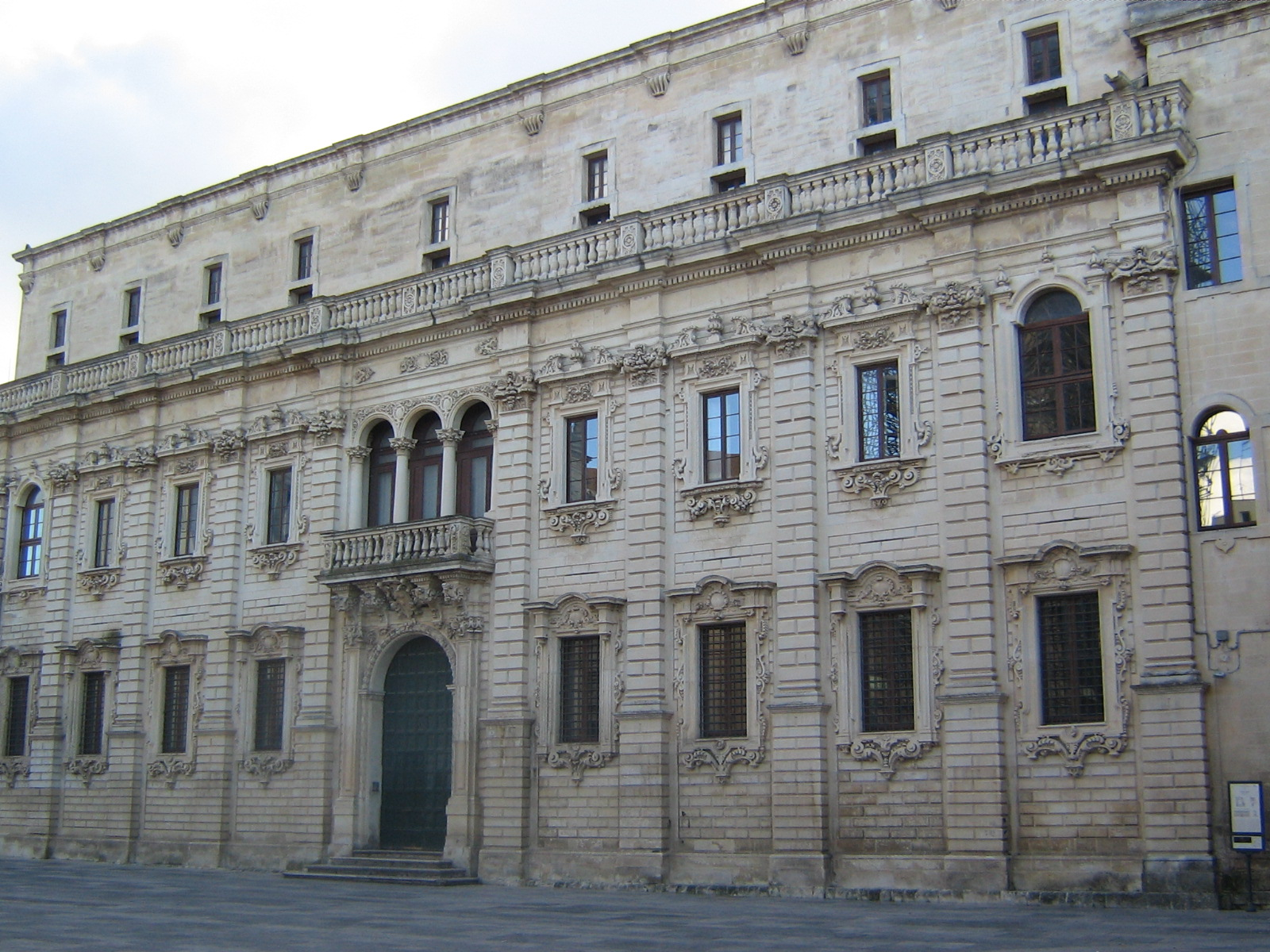
Fachada da Igreja de Santa Clara em Lecce

Foi um dos expoentes máximos do barroco de Lecce.
Descendente da nobre família Cino, contribuiu para a difusão do estilo Barroco também fora da Urbe.

## Funciona
Em Lecce, projectou, a partir de meados do séc. XVII (e dando continuidade ao estilo de Giuseppe Zimbalo), a igreja de Santa Clara, cujo projecto lhe foi atribuído.
A igreja do Alcantarino e a igreja do Carmim datam também da primeira metade do século XVIII, nas quais trabalhou até à sua morte. Sucedeu Zimbalo na construção do Palácio dos Celestinos no final do séc. XVII e entre 1694 e 1709 desenhou o Seminário encomendado pelo Antonio Pignatelli, na época bispo de Lecce.
Também activo fora do centro principal de Salento, Cino é o provável autor da Igreja de Sant'Anna (1683-1699) em Mesagne (BR).
Foi o autor de Memorie, um livro de crónicas de acontecimentos ocorridos entre 1656 e 1719 em Lecce.